# Cypel (Gorzyce)
Cypel – część wsi Gorzyce w Polsce, położona w województwie podkarpackim, w powiecie tarnobrzeskim, w gminie Gorzyce.
Rozpościera się na północny zachód od centrum Gorzyc, w pobliżu Wisły.